# جون فوکودا
جون فوکودا (ژاپنی: 福田純؛ ۱۷ فوریهٔ ۱۹۲۳ – ۳ دسامبر ۲۰۰۰) کارگردان، فیلمنامه‌نویس و تهیه‌کننده ژاپنی زادهٔ منچوری بود.
از فیلم‌های او می‌توان به کارگردانی پسر گودزیلا و سامورایی ۲: دوئل در معبد ایچی‌جوجی اشاره کرد.